# Суперкубок Болгарії з футболу

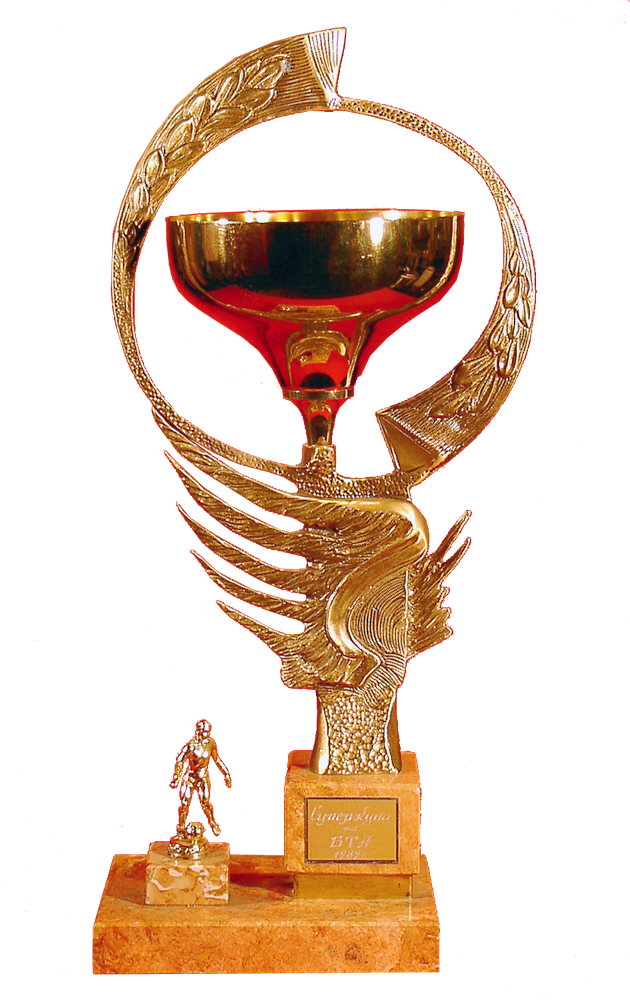
Суперкубок зразка 1989 р.

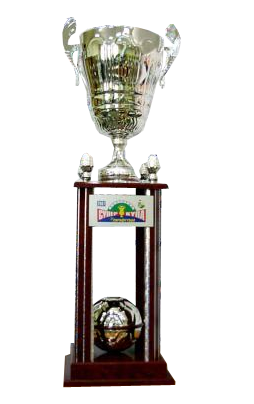
Сучасний вигляд суперкубка

Суперкубок Болгарії з футболу (болг. Суперкупа на България)  — матч під егідою Болгарського футбольного союзу між переможцем чемпіонату і володарем Кубка. Якщо одна команда робить дубль, тобто виграє і чемпіонат, і Кубок, то тоді матч проводиться між володарем дубля та командою, яка програла у фіналі Кубка Болгарії. Перший розіграш турніру відбувся в 1989 році, але постійним став лише з 2004.
Найбільше перемог у Суперкубку (7) має Лудогорець.
Матчі з 2005 року постійно проводяться в Софії на стадіоні «Васил Левський».

## Історія

### 1989
Перша зустріч за Суперкубок Болгарії була проведена в 1989 році. Запропонував проведення такого матчу Кирило Захарін — головний редактор спортивного відділу БТА і секретар Товариства спортивних журналістів. Сам Кубок був виготовлений на замовлення БТА в Італії, мав 80 см в висоту і вагу 15 кг. Був вручений переможцю першого Суперкубка - ЦСКА (Софія), в музеї якого він до сих пір і зберігається.
Матч відбувся 15 липня 1989 року на стадіоні «9 вересня» в місті Бургас, між болгарським чемпіоном сезона 1988-89 та володарем Кубка Болгарії 1988-89 ЦФКА «Средець» (нині — ЦСКА (Софія)) і фіналістом Кубка Болгарії 1988-89 — Чорноморець (Бургас). Софійський клуб виграв матч з рахунком 1-0 завдяки голу Христо Стоїчкова.

### 2004—
Після Революції 1989 року матч Суперкубка був відмінений. 14 років по тому болгарська Професійна футбольна ліга вирішила відновити матч, який відбувся 31 липня 2004 між чемпіоном сезону 2003/04 Локомотив (Пловдив) і володарем Кубка 2003-04 Літексом на стадіоні Нафтекс в Бургасі, в якому «Локомотив» виграв 1-0 після голу Івана Паскова на останній хвилині матчу.
Після цього матчу до 2010 року тільки дві команди вигравали Суперкубок — ЦСКА (Софія) (у 2006 і 2008 роках) і Левскі  (2005, 2007 і 2009). Літекс в цей період чотири рази грав у фіналі (2004, 2007, 2008 і 2009), але жодного разу так і не переміг.
Починаючи з 2004 року новий трофей створюється щорічно, так як було вирішено, що кожен переможець Суперкубка отримує трофей навічно. Поточний трофей був розроблено в Італії в 2007 році і був він 100 см заввишки.

## Статистика
| Сезон           | Переможець                                 | Рахунок               | Фіналіст                            | Стадіон                   | Глядачів | Звіт матчу                                           |
| --------------- | ------------------------------------------ | --------------------- | ----------------------------------- | ------------------------- | -------- | ---------------------------------------------------- |
| 2024 04.02.2025 | Лудогорець Чемпіон                         | 3 − 2                 | Ботев (Пловдив) Володар кубку       | Христо Ботев, Пловдив     | 6 777    | Звіт                                                 |
| 2023 10.02.2023 | Лудогорець Чемпіон                         | 1 − 1 (4 - 2)         | ЦСКА 1948 Фіналіст кубку            | Івайло, Велико-Тирново    | 1 344    | Звіт                                                 |
| 2022 01.09.2022 | Лудогорець Чемпіон                         | 2 − 2 (4 - 3)         | Левскі Володар кубку                | Васил Левський, Софія     | 21 342   | Звіт                                                 |
| 2021 17.07.2021 | Лудогорець Чемпіон                         | 4 − 0                 | ЦСКА (Софія) Володар кубку          | Васил Левський, Софія     | 3 800    | Звіт [Архівовано 29 червня 2021 у Wayback Machine.]  |
| 2020 02.08.2020 | Локомотив (Пловдив) Володар кубку          | 1 − 0                 | Лудогорець Чемпіон                  | Хювефарма Арена, Разград  | 0        | Звіт [Архівовано 20 липня 2020 у Wayback Machine.]   |
| 2019 03.07.2019 | Лудогорець Чемпіон                         | 2 − 0                 | Локомотив (Пловдив) Володар кубку   | Васил Левський, Софія     | 3 800    | Звіт                                                 |
| 2018 05.07.2018 | Лудогорець Чемпіон                         | 1 − 0                 | Славія (Софія) Володар кубку        | Трейс Арена, Стара Загора | 850      | Звіт [Архівовано 6 липня 2018 у Wayback Machine.]    |
| 2017 09.08.2017 | Ботев (Пловдив) Володар кубку              | 1 − 1 (5 - 4)         | Лудогорець Чемпіон                  | «Лазур», Бургас           | 1 800    | Звіт [Архівовано 10 серпня 2017 у Wayback Machine.]  |
| 2015 12.08.2015 | Черно море Володар кубку                   | 1 − 0                 | Лудогорець Чемпіон                  | «Лазур», Бургас           | 3 600    | Звіт [Архівовано 2 лютого 2017 у Wayback Machine.]   |
| 2014 13.08.2014 | Лудогорець Чемпіон                         | 3 − 1                 | Ботев (Пловдив) Фіналіст кубку      | «Лазур», Бургас           | 5 500    | Звіт [Архівовано 14 серпня 2014 у Wayback Machine.]  |
| 2013 10.07.2013 | Бероє (Стара-Загора) Володар кубка         | 1 − 1 (д.ч.) 5−3 пен. | Лудогорець Чемпіон                  | «Васил Левський», Софія   | 1 500    | Звіт [Архівовано 12 грудня 2013 у Wayback Machine.]  |
| 2012 11.07.2012 | Лудогорець Чемпіон                         | 3 − 1                 | Локомотив (Пловдив) Володар кубку   | «Лазур», Бургас           | 1 200    | Звіт [Архівовано 15 серпня 2012 у Wayback Machine.]  |
| 2011 30.07.2011 | ЦСКА (Софія) Володар кубку                 | 3 − 1                 | Літекс Чемпіон                      | «Лазур», Бургас           | 12 620   | Звіт [Архівовано 24 вересня 2012 у Wayback Machine.] |
| 2010 11.08.2010 | Літекс Чемпіон                             | 2 − 1 (д.ч.)          | Бероє (Стара-Загора) Володар кубку  | «Васил Левський», Софія   | 3 000    | Звіт [Архівовано 4 вересня 2012 у Wayback Machine.]  |
| 2009 01.08.2009 | Левскі (3) Чемпіон                         | 1 − 0                 | Літекс Володар кубку                | «Васил Левський», Софія   | 7 000    | Звіт [Архівовано 3 серпня 2009 у Wayback Machine.]   |
| 2008 03.08.2008 | ЦСКА (Софія) (3) Чемпіон                   | 1 − 0                 | Літекс Володар кубку                | «Васил Левський», Софія   | 10 000   | Звіт                                                 |
| 2007 26.07.2007 | Левскі (2) Чемпіон і володар кубку         | 2 − 1 (д.ч.)          | Літекс Фіналіст кубку               | «Васил Левський», Софія   | 14 000   | Звіт                                                 |
| 2006 30.07.2006 | ЦСКА (Софія) (2) Володар кубку             | 0 − 0, 3−0 пен.       | Левскі Чемпіон                      | «Васил Левський», Софія   | 9 751    | Звіт                                                 |
| 2005 31.07.2005 | Левскі (1) Володар кубку                   | 1 − 1, 4−2 пен.       | ЦСКА (Софія) Чемпіон                | «Васил Левський», Софія   | 9 894    | Звіт                                                 |
| 2004 31.07.2004 | Локомотив (Пловдив) (1) Чемпіон            | 1 − 0                 | Літекс Володар кубку                | «Нафтекс», Бургас         | 4 500    | Звіт                                                 |
| 1989 15.07.1989 | ЦФКА «Средець» (1) Чемпіон і володар кубку | 1 − 0                 | Чорноморець (Бургас) Фіналіст кубку | «9 вересня», Бургас       | 20 000   | Звіт                                                 |

### За клубами
| Клуб                 | Перемог | Роки                                           |
| -------------------- | ------- | ---------------------------------------------- |
| Лудогорець           | 8       | 2012, 2014, 2018, 2019, 2021, 2022, 2023, 2024 |
| ЦСКА (Софія)         | 4       | 1989, 2006, 2008, 2011                         |
| Левскі               | 3       | 2005, 2007, 2009                               |
| Локомотив (Пловдив)  | 2       | 2004, 2020                                     |
| Литекс               | 1       | 2010                                           |
| Бероє (Стара-Загора) | 1       | 2013                                           |
| Черно море           | 1       | 2015                                           |
| Ботев (Пловдив)      | 1       | 2017                                           |